# Robert de Toul
Robert de Toul († 995) est le 35e évêque de Toul.

## Biographie
Successeur de Saint Étienne de Lunéville mort le 6 mars 995, son épiscopat durera seulement quelques mois car Bertholde, 36e évêque de Toul, fut sacré le 3 octobre 995.
Religieux de l'abbaye de Mettlach, c'est l'Archevêque de Trèves Ludolve (de) qui le proposa au Clergé de Toul.
Il est enterré dans l'abbaye de Mettlach